# Militärhistorisches Museum der Bundeswehr
Das Militärhistorische Museum der Bundeswehr (MHM) mit den Standorten in Dresden (ehemals Militärhistorisches Museum Dresden), Flugplatz Berlin-Gatow und auf der Festung Königstein ist eines der größten militärhistorischen Museen in Europa und neben dem Haus der Geschichte in Bonn, dem Germanischen Nationalmuseum in Nürnberg sowie dem Deutschen Historischen Museum in Berlin eines der vier großen Geschichtsmuseen in Deutschland. Zum MHM gehören die Außenstelle Militärhistorisches Museum Flugplatz Berlin-Gatow (ehemals Luftwaffenmuseum der Bundeswehr) und der Dauerausstellung „Faszination Festung“ in einem Zeughaus auf der Festung Königstein. Am 14. Oktober 2011 wurde das Museum nach einem von dem Architekten Daniel Libeskind geplanten umfassenden Umbau wiedereröffnet. Es wurde 1994 zum Leitmuseum im Museums- und Sammlungsverbund der Bundeswehr ausgebaut.

## Geschichte

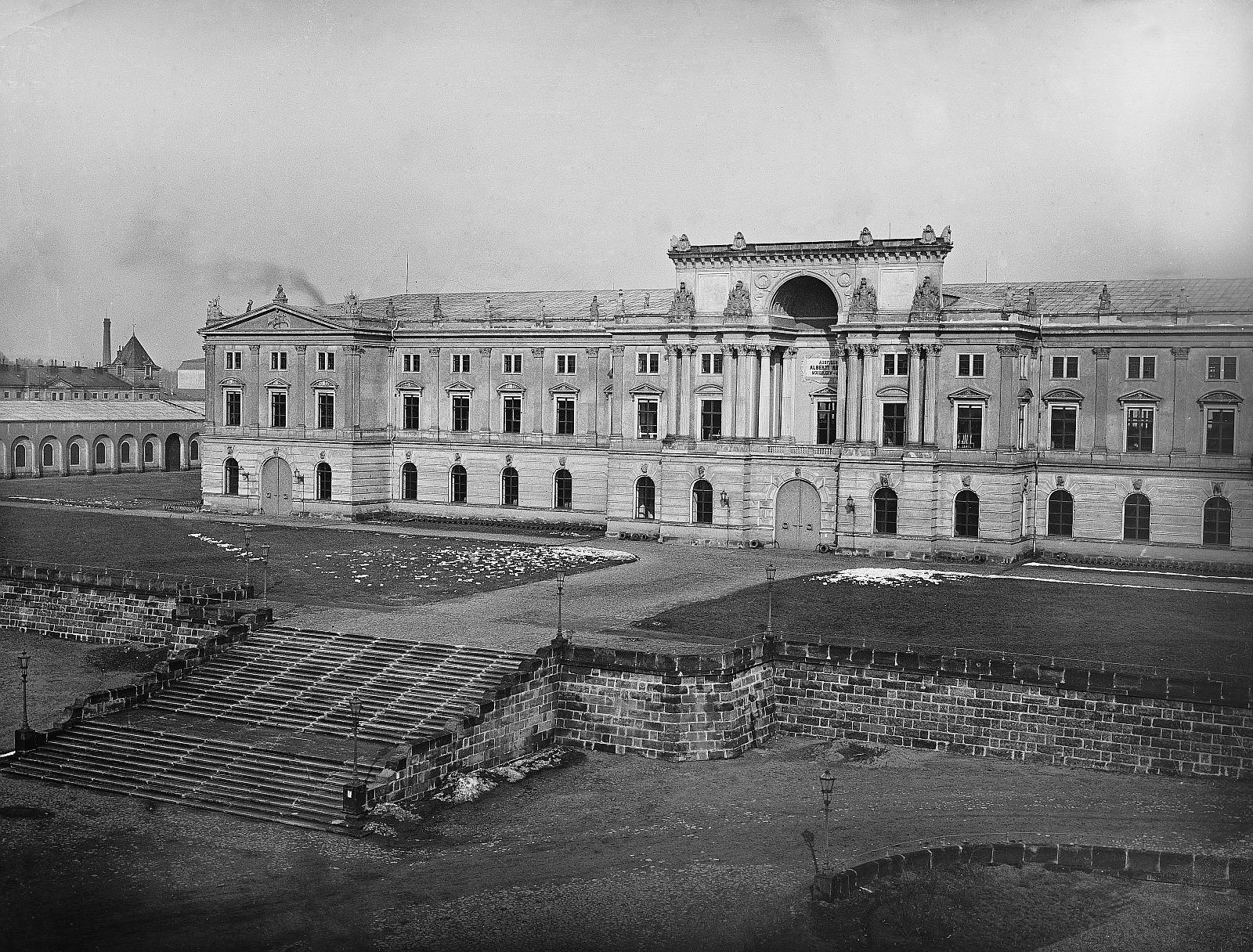
Arsenalhauptgebäude um 1895

Die Geschichte des Museums und der militärischen Liegenschaften geht auf die Albertstadt mit deren Militärkomplex mit Arsenal, Garnison, Lazaretten, Truppenübungsplatz und weiteren Einrichtungen mit Werkstätten und Munitionsfabrik zurück, die der sächsische  König Albert I. durch seinen Kriegsminister General Graf von Fabrice erbauen ließ. Das Gebäude am Olbrichtplatz entstand von 1873 bis 1877 als Arsenalhauptgebäude und bildete den Mittelpunkt der Albertstadt. Im Erdgeschoss fanden die Geschütze der Königl. Sächsischen Armee Aufstellung, die oberen Etagen dienten als Depot für Handfeuerwaffen und Blankwaffen. Durch die Einweihung des Arsenals am 1. Mai 1877 wurde das alte Dresdner Zeughaus an der Brühlschen Terrasse aufgegeben und zum Albertinum umgebaut. Seit 1897 beherbergte das Gebäude die Königliche Arsenal-Sammlung und später das öffentlich zugängliche Königlich-Sächsische Armeemuseum. Zu den wertvollsten Beständen gehörte die Gewehrsammlung von Moritz Thierbach, die einen lückenlosen Überblick über die Entwicklung von Handfeuerwaffen bot. Nach dem Ersten Weltkrieg wurde es als Militärdepot aufgegeben. Die Wirtschaftsgebäude wurden an verschiedene Unternehmen vermietet, das Hauptgebäude blieb als Aufbewahrungsort für militärisches Gerät bestehen. 1923/24 wurde das Gebäude als Sächsisches Armeemuseum abermals zu einem Museum. 1938 wurde das Museum in Heeresmuseum der Wehrmacht und 1942 in Armeemuseum umbenannt
Nach Kriegsende beschlagnahmte die Rote Armee die Bestände und ließ diese großteils in die Sowjetunion abtransportieren. Das Heeresmuseum wurde daraufhin aufgelöst. Das Gebäude wurde von der Stadt Dresden übernommen und war als Nordhalle bis 1967 Schauplatz für Ausstellungen des Stadtmuseums und andere Veranstaltungen, unter anderem des Dresdner Striezelmarkts. Auch die erste Ausstellung zum Dresdner Wiederaufbau fand in der Nordhalle statt.

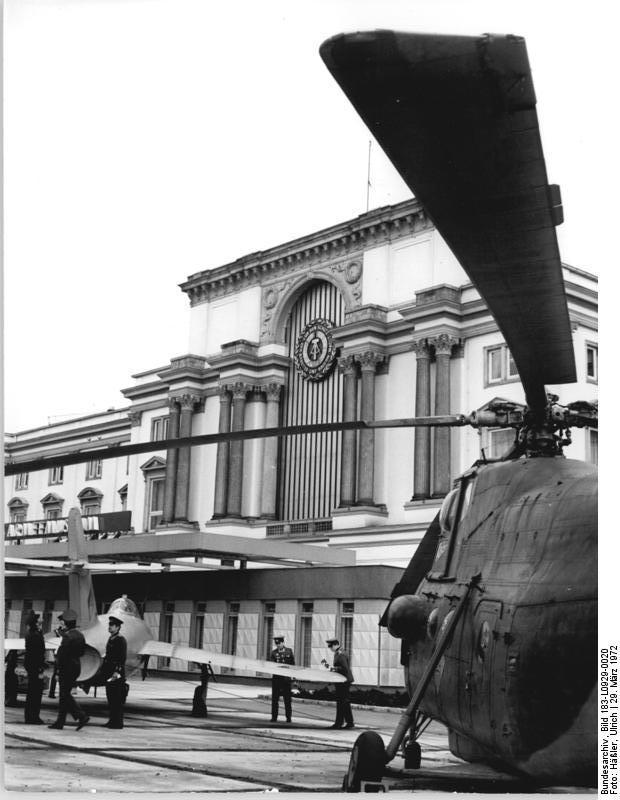
Das Museum nach seiner Eröffnung als Armeemuseum der DDR, 1972

Mit dem Beitritt der DDR zum Warschauer Vertrag 1955 und der Gründung der Nationalen Volksarmee entstand das Bedürfnis, die eigene Militärgeschichte aufzuarbeiten. Somit ordnete der Minister für Nationale Verteidigung Willi Stoph die Einrichtung einer „ständigen Ausstellung der Nationalen Volksarmee“ an. 1957/58 wurden Teile der Handfeuer- und Blankwaffensammlung aus der Sowjetunion zurück überführt.
Am 24. März 1972 bezog das 1961 im Potsdamer Marmorpalais eröffnete Deutsche Armeemuseum das frühere Arsenalgebäude. Eröffnet wurde es durch Armeegeneral Heinz Hoffmann. Schwerpunkt des nun Armeemuseum der DDR genannten Ausstellungszentrums war die Geschichte der Nationalen Volksarmee und deren Bündnispartnern im Warschauer Pakt auf einer Ausstellungsfläche von 8000 Quadratmetern (7000 Quadratmeter überdacht, 1000 Quadratmeter Freifläche). Nach Rückgabe eines Teils der Bestände des früheren Sächsischen Armeemuseums konnten auch diese gezeigt werden. Im selben Haus befand sich die Militärbibliothek der DDR.
1990 übernahm das Bundesverteidigungsministerium das Museum unter dem Namen Militärhistorisches Museum. 1994 entschied der damalige Bundesverteidigungsminister Volker Rühe, den neuen Standort zum Zentralen Museum der Bundeswehr auszubauen. Dennoch war die Dauerausstellung bis 2003 unverändert geprägt vom DDR-Flair mit Klassenkampf und Ost-West-Konflikt.
2001 wurde der Bau zur Neugestaltung ausgeschrieben. Den Architektenwettbewerb gewann der Amerikaner Daniel Libeskind. Nach siebenjähriger Umbauzeit wurde das Museum am 14. Oktober 2011 wiedereröffnet.
Im Jahr 2019 gab es aus Anlass des 75. Jahrestages des durch Claus Schenk Graf von Stauffenberg vorbereiteten Attentats auf Adolf Hitler eine Sonderschau. Der Museumsleiter Armin Wagner sagte dazu: „Die Frauen und Männer des 20. Juli [1944] nehmen bis heute einen herausragenden Platz im Traditionsverständnis der Bundeswehr ein. Unsere Sonderausstellung zum Thema wird deshalb Hintergründe sowie die handelnden Personen beleuchten.“ Die Eröffnung erfolgte am 4. Juli 2019.
Wie auch in anderen Dienststellen der Bundeswehr arbeiten im Militärhistorischen Museum regelmäßig Reservisten mit. Im Rahmen von Reservistendienstleistungen haben beispielsweise schon der Politiker und Historiker Peter Tauber sowie der Delitzscher Oberbürgermeister und Museologe Manfred Wilde an Projekten mitgewirkt.

## Umbau
Das Museum wurde nach Plänen von Daniel Libeskind, HG Merz sowie Holzer Kobler Architekturen umgebaut. Die ursprünglich für 2008 vorgesehene Fertigstellung verzögerte sich bis Herbst 2011. Ursache waren der Einbau von Sicherheitstechnik und eines Restaurants, wodurch die Kosten von anfänglich 35 auf 62,5 Millionen Euro stiegen. Während der Neubau- und Renovierungsarbeiten wurde bis September 2010 eine Auswahl von Exponaten in einer Interimsausstellung in einem Nebengebäude präsentiert. Am 15. Oktober 2011 wurde die neue Dauerausstellung eröffnet.
Gemäß dem dekonstruktivistischen Entwurf wurde das historische Gebäude mit einem keilförmigen Einbau ergänzt und gespalten. Dadurch ging ein Drittel der Bausubstanz des Arsenals verloren. Bei den Luftangriffen auf Dresden im Februar 1945 hatten die Bomberverbände der britischen Royal Air Force (RAF) die Altstadt Dresdens in Form eines Keils angeflogen. Die Spitze des Keils zeigt auf das nordwestlich des Stadtkerns gelegene Heinz-Steyer-Stadion (damals Stadion am Ostragehege), wo beim Angriff die Pfadfinder-Einheiten der RAF Zielmarkierungen für die schweren Avro-Lancaster-Bomber setzten. Jedoch nimmt der V-förmige Keil nicht nur die Bombardierung Dresdens symbolisch auf, sondern verdeutlicht auch die neue Konzeption der Ausstellung. Das Althergebrachte, die chronologische Ausstellung im historischen Arsenalgebäude, wird durchbrochen von dem modernen Keil, der einen speziellen Themenparcours beinhaltet, in dem epochenübergreifende Themen behandelt werden. Bausteine einer Kulturgeschichte der Gewalt sind dabei zusammengetragen worden. Die Gestaltung der Dauerausstellung realisierten die Museumsgestalter Hans-Günter Merz und Holzer Kobler Architekturen.

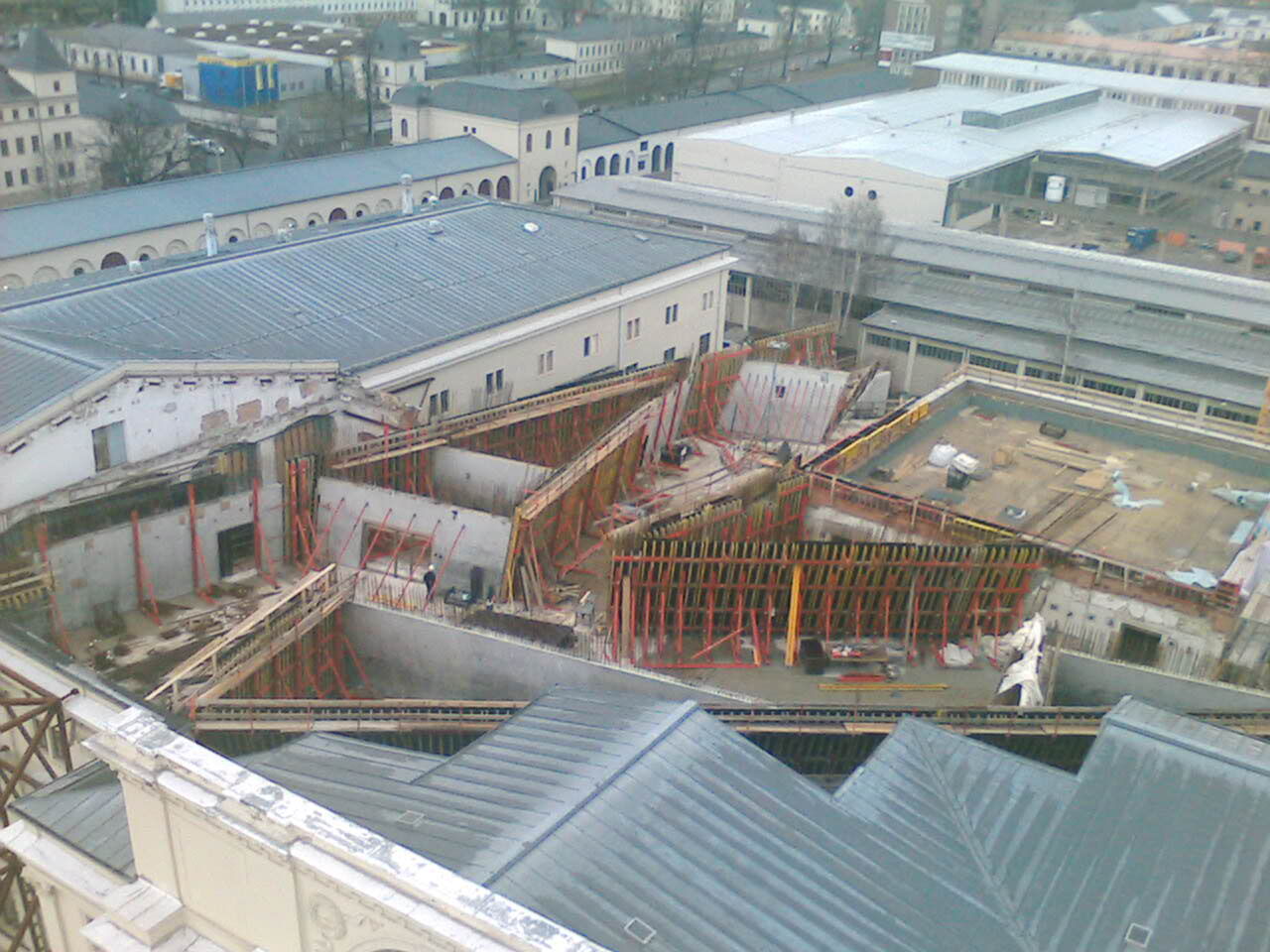
Blick ins 2. OG des Themenparcours
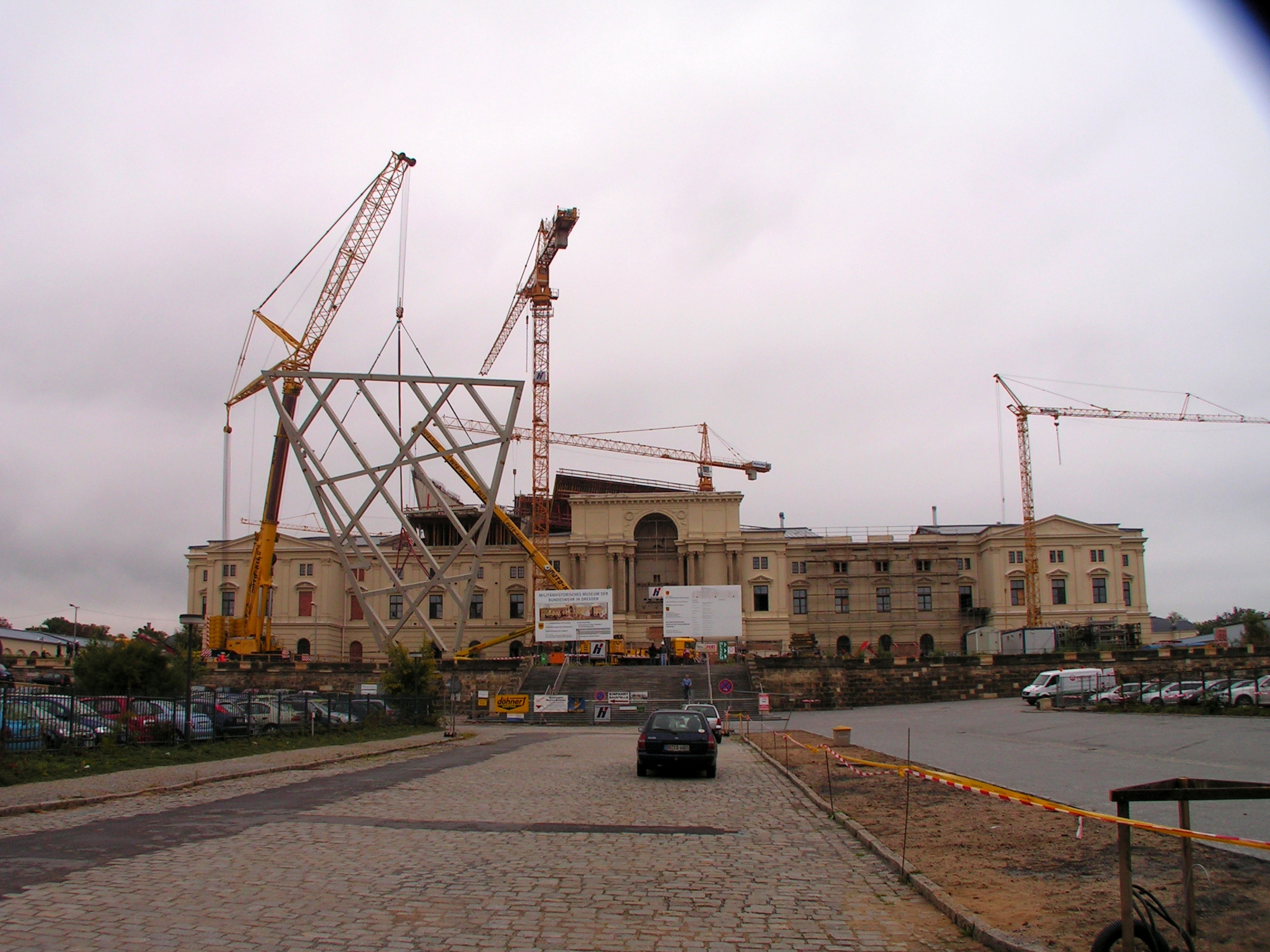
Arsenal während der Montage der Keilspitze
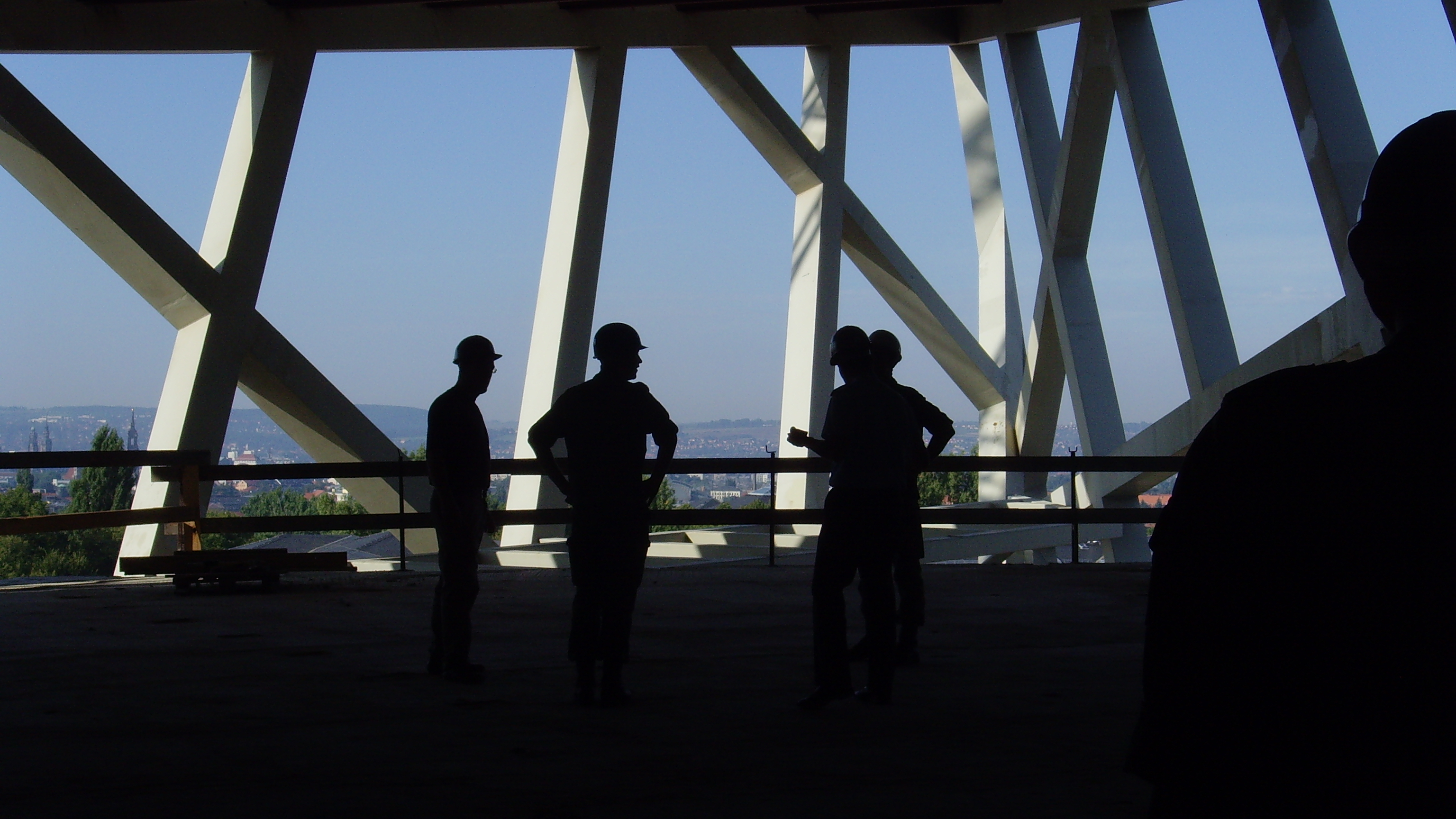
4. OG Dresden Blick

## Aufgabe und Auftrag
Das MHM ist ein Fachmuseum mit internationalem Standard zur Darstellung von Militärgeschichte und militärtechnischer Entwicklung im deutschen Sprachgebiet.
Als Einrichtung der Bundeswehr ist dem MHM die Zielsetzung vorgegeben, im Rahmen der Aus- und Weiterbildung sowohl auf den Gebieten der historischen und politischen Bildung als auch auf dem Gebiet der Militärtechnik einen musealen Beitrag zu leisten.
In dieser Funktion erfüllt es seine Aufgabe in erster Linie durch die Sammlung, die wissenschaftliche Aufbereitung, die Bewahrung und die Erarbeitung von Dauer- und Sonderausstellungen zu militärhistorischen Themenstellungen. Truppendienstlich ist es dem Zentrum für Militärgeschichte und Sozialwissenschaften der Bundeswehr (ZMSBw) in Potsdam unterstellt, das wiederum dem Zentrum Innere Führung untersteht.

## Musealer Leitgedanke
Das Museum versteht sich nicht primär als technikgeschichtliches, sondern als kulturhistorisches Museum. Es soll über Geschichte informieren, zu Fragen anregen und verschiedene Antworten anbieten. Es soll ohne Pathos eine kritische Auseinandersetzung anstreben.
Das Museum stellt, analog zum Ziel allgemeiner Geschichtswissenschaft, den Menschen in das Zentrum seiner Dauerausstellung, da erst die Natur des Menschen die Ursachen von Krieg verständlich macht. Das Museum zeigt Bausteine einer Kulturgeschichte der Gewalt, deren Wesen und Ursache alle Ausstellungsbereich aber auch die bauliche Konzeption durchdringt. Das Militär wird im Sinne eines modernen militärhistorischen Ansatzes nicht nur als Institution, sondern als Faktor wirtschaftlichen, gesellschaftlichen, kulturellen und gesamtöffentlichen Lebens verstanden. Die Gesamtkonzeption von Architektur und neuer Dauerausstellung steht für das Nebeneinander von klassischen und neuartigen Sichtweisen und Ausdrucksformen. Tradition und Innovation – alte und neue Interpretationen von Militärgeschichte – bilden die Eckpunkte der Konzeption. Das MHM bietet zwei Zugänge zur Militärgeschichte, die sich architektonisch und durch thematische Querschnitte im Neubau und einen chronologischen Rundgang im sanierten Altbau darstellen.
Im Neubau werden Ausstellungsstücke nach übergeordneten Themen in größere Sinn-, Erfahrungs- und Funktionszusammenhänge gestellt. Dieser Museumsteil ist der Zusammenschau und der Vergleichbarkeit von ähnlichen, gleichen und verwandten Phänomenen, Prozessen und Erinnerungen gewidmet, die nicht nur einer Epoche zuzuordnen sind. Die Ausstellungsgestaltung kann somit eine kritische Distanz zu den Exponaten schaffen und so einer technischen Faszination entgegenwirken.
Der chronologische Teil führt vom Spätmittelalter bis zur Gegenwart. Das Verhältnis von Militär und Gesellschaft in Deutschland wird vor dem Hintergrund der allgemeinen Geschichte dargestellt. Übergreifende Leitfragen durchziehen die Chronologie und ermöglichen einen anderweitigen Blick auf alte Gegenstände und Themen. Durch ein dreiteilig abgestuftes Raumsystem wird auf den unterschiedlichen Wissens- und Erfahrungsstand der Besucher eingegangen. Der Außenparcours stellt zum einen Ausrüstung von Nationaler Volksarmee und Bundeswehr aus der Zeit des Kalten Krieges gegenüber, zeigt aber auch moderne Waffensysteme.
2013 befanden sich 10.000 Exponate in der Dauerausstellung; über eine Million Objekte lagern im Depot.

## Besondere Exponate und Sonderausstellungen (Auswahl)
- Der aus Fragmenten des ersten deutschen U-Boots rekonstruierte Brandtaucher, der ursprünglich 1850 nach Plänen von Wilhelm Bauer von August Howaldt in Kiel gebaut wurde. Vom 13. November 2007 bis zum 6. Januar 2008 zeigte das Museum die Sonderausstellung „100 Jahre deutsche Uboote“.
- Die Landekapsel Sojus 29, mit dem der erste Deutsche im All Sigmund Jähn nach seinem Flug mit Sojus 31 zur Erde zurückkam, gehört zu den Sammlungen. Die Kapsel befindet sich nach mehrjährigem Verleih an das Deutsche Museum in München wieder im Hause.
- Bis 2018 gehörte das 1968 in Dienst gestellte Binnenminensuchboot Atlantis der Bundesmarine zum Museum als Museumsschiff. Es wurde später über die VEBEG zur Verwertung veräußert, sank 2021 an seinem Liegeplatz im Alberthafen Dresden und wurde schließlich verschrottet.[14][15]
- Das Canaletto-Gemälde Der Zwingergraben in Dresden war Teil der Dauerausstellung des Museums, bevor es 2019 restituiert wurde.

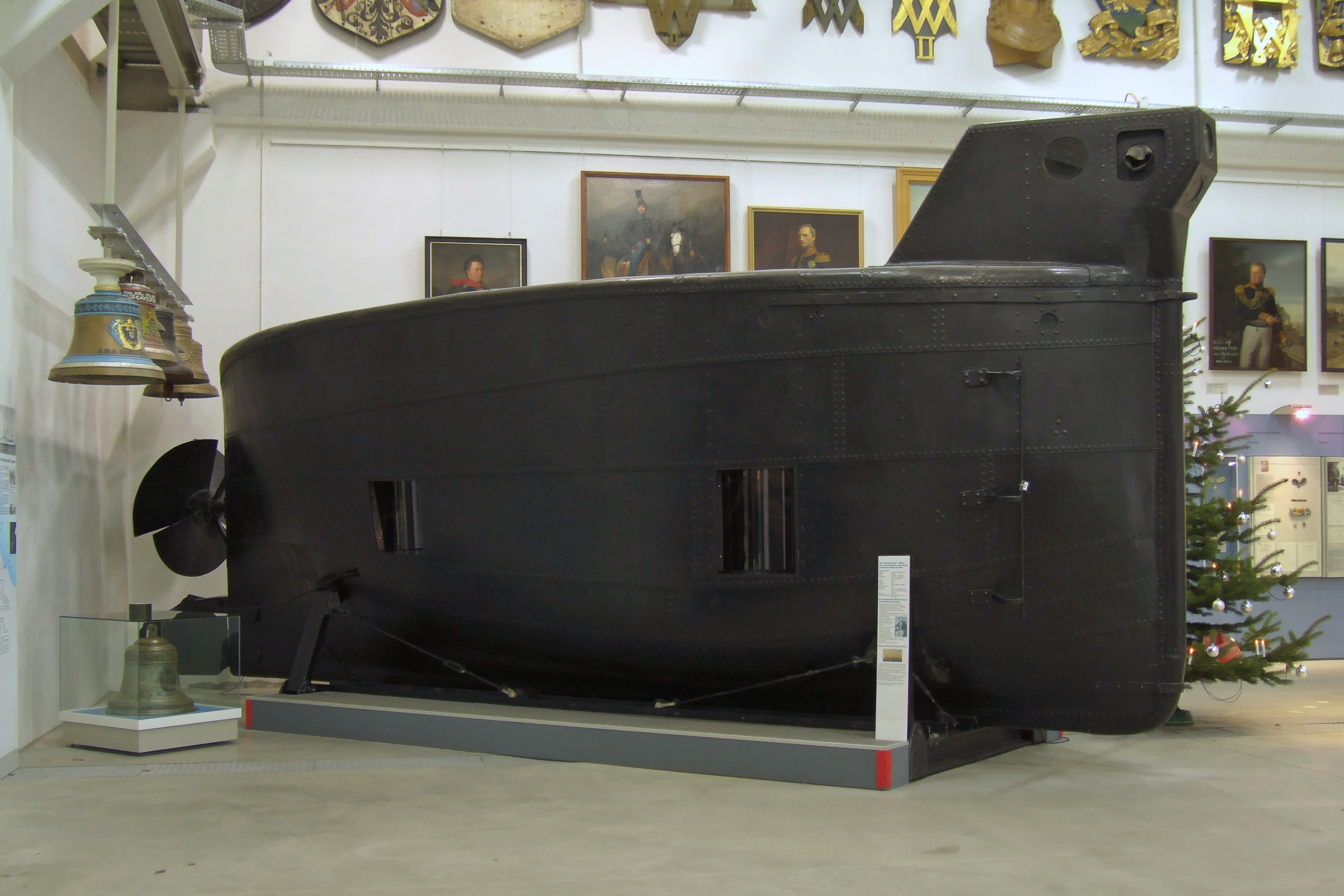
Brandtaucher vor der Museumsumgestaltung
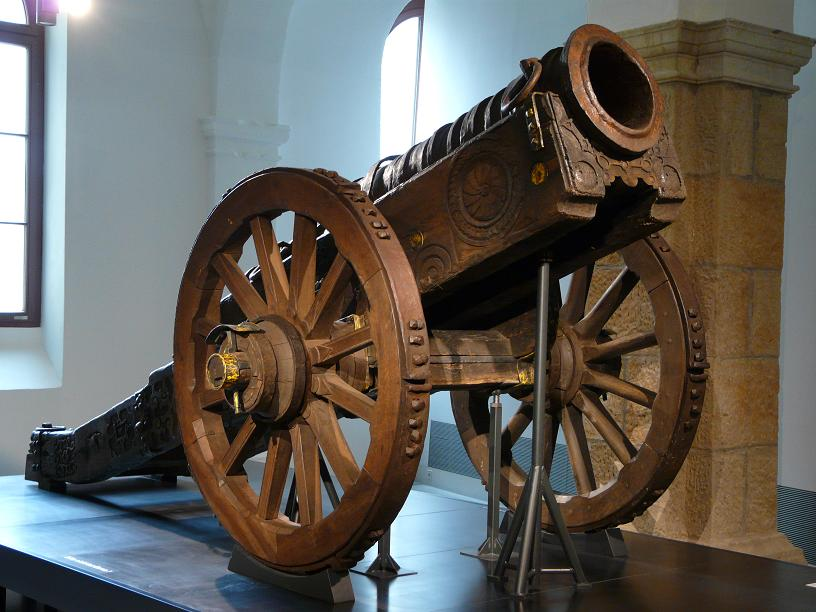
Steinbüchse Faule Magd
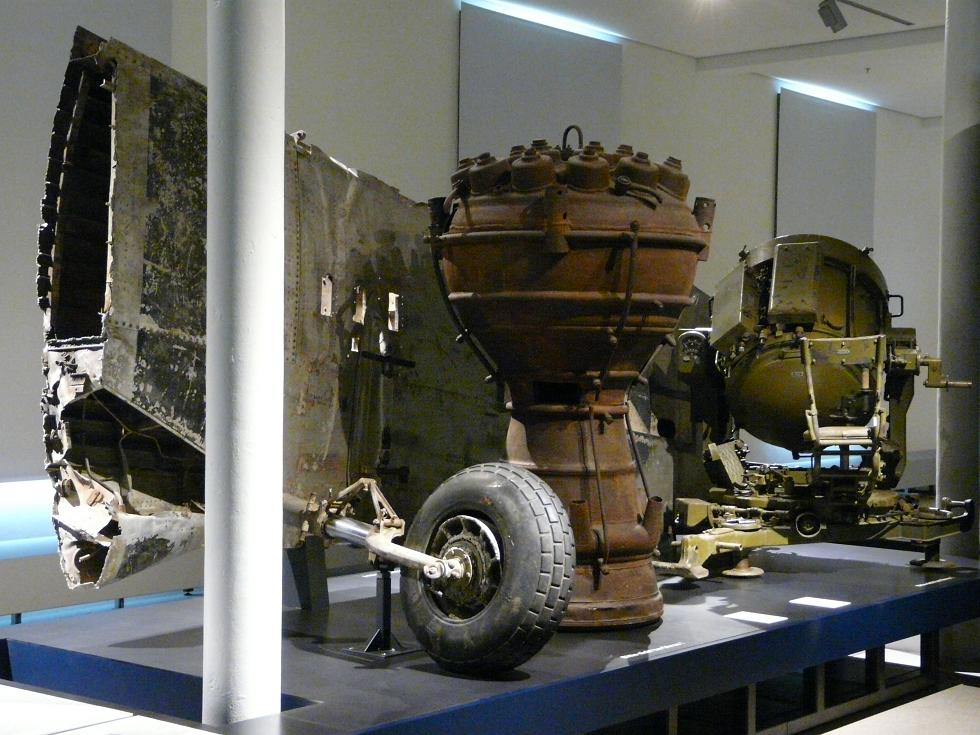
P-51-Tragfläche, V-2-Triebwerk und Flakscheinwerfer 36
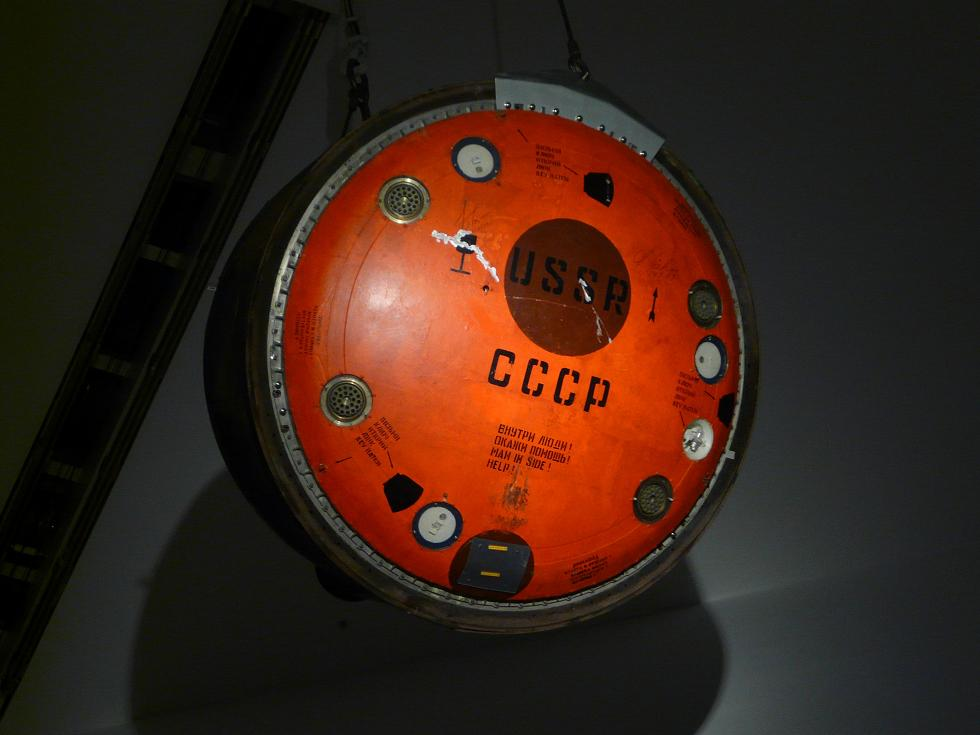
Sojus-29-Landekapsel

## Museumsleiter

### Armeemuseum der DDR
| Zeitraum                  | Name              | Dienstgrad    | Foto | Verbleib               |
| ------------------------- | ----------------- | ------------- | ---- | ---------------------- |
| 1972 bis 1. Dezember 1981 | Johannes Streubel | Konteradmiral |      | anschließend Ruhestand |
| 1981 bis 1989             | Alfred Nikolaus   | Oberst        |      |                        |
| 1989 bis 1990             | Wilfried Zumpe    | Oberst        |      | anschließend Ruhestand |

### Direktoren des Militärhistorischen Museums der Bundeswehr
| Zeitraum                                  | Name                                        | Dienstgrad       | Foto | Verbleib                                                                         |
| ----------------------------------------- | ------------------------------------------- | ---------------- | ---- | -------------------------------------------------------------------------------- |
| 1. Oktober 1990 bis 11. April 1991        | Manfred Kunz                                | Oberstleutnant   |      | bis 2007 Leiter Museumspädagogik, anschließend Ruhestand.                        |
| 12. April 1991 bis 18. September 1994     | Hans-Jürgen Heibei                          | Fregattenkapitän |      |                                                                                  |
| 19. September 1994 bis 30. September 1998 | Christian-Wilhelm von Prittwitz und Gaffron | Oberstleutnant   |      |                                                                                  |
| 1. Oktober 1998 bis 2003                  | Thomas Eugen Scheerer                       | Fregattenkapitän |      | Führungsakademie der Bundeswehr                                                  |
| 2003 bis 13. Dezember 2006                | Franz-Josef Heuser                          | Oberstleutnant   |      | Ruhestand                                                                        |
| 14. Dezember 2006 bis 27. Juni 2010       | Ferdinand Freiherr v. Richthofen            | Oberstleutnant   |      |                                                                                  |
| 28. Juni 2010 bis 15. März 2017           | Matthias Rogg                               | Oberst           |      | Führungsakademie der Bundeswehr                                                  |
| 16. März 2017 bis Oktober 2021            | Armin Wagner                                | Oberst           |      | Zentrum für Militärgeschichte und Sozialwissenschaften der Bundeswehr in Potsdam |
| seit Oktober 2021                         | Rudolf J. Schlaffer                         | Oberst           |      |                                                                                  |

### Wissenschaftliche Leiter des Museums
Ab dem Jahr 2004 wurden Wissenschaftler zur Konzipierung der Dauerausstellung und als Lehrbeauftragte berufen. Das waren der Historiker Siegfried Müller für die Jahre 2004/2005 sowie Gorch Pieken (von 2006 bis 2017). Von 2020 bis 2023 hatte die Historikerin Kristiane Janeke die wissenschaftliche Leitung des Museums inne. Seit 2024 ist Gerhard Bauer der Leiter Abteilung Museumsbetrieb und Wissenschaftliche Leiter des Museums.

## Auszeichnungen
- Am 17. April 2013 wurde das Museum mit dem Gütesiegel Sprinkler Protected des Bundesverbandes Technischer Brandschutz ausgezeichnet.[17] Die Feuerlöschanlage besteht aus über 3000 Sprinklerköpfen und 13 Kilometern Rohrleitung. Die Kosten betrugen 1,3 Millionen Euro.[18]
- Am 27. April 2013 erhielt das Museum den Luigi Micheletti Award der Europäischen Museumsakademie. Mit dem Preis werden innovative kreative Präsentationen gewürdigt.[19]

## Filme
- Militärhistorisches Museum der Bundeswehr in Dresden (= Museums-Check. Folge 26). Reportage, 30 Min., Moderation: Markus Brock, Produktion: 3sat. Erstausstrahlung: 20. Juli 2014.[20]